# 傅性敏
傅性敏（1532年—？），字惟學，河南歸德府睢州人，民籍，明朝政治人物。

## 生平
嘉靖四十年（1561年）辛酉科河南鄉試第四名舉人。隆慶二年（1568年）中式戊辰科會試第二百三十四名，三甲第五十一名進士。授龙游县知县，修筑县城，升兵部武选司主事，遷车驾司郎中，出为承天府知府，当时张居正居家守丧，巡抚以下官员皆衰服哭臨，性敏独素服角带，一吊而已，由是左遷福建盐运司同知，丁艰，服除，補两浙運同，升陕西慶陽府知府，萬曆十九年（1591年）五月升任陕西苑马寺少卿兼按察司佥事。致仕歸，杜门读书，不问家人业，亦不错趾公庭。著有《振雒草》、《能見録》。

## 家族
曾祖傅淮；祖父傅廷佐，壽官；父傅岩，母郭氏。慈侍下。兄性淳。弟性善、性毅。子傅文治，舉人，博學，書法名世。